# Lijst van Britse kabinetten
Dit is een lijst van de kabinetten van het Verenigd Koninkrijk vanaf 1866.

## Britse kabinetten (1846–heden)
| Kabinet            | Kabinet                              | Kabinet                  | Ambtstermijn     | Ambtstermijn     | Anciënniteit                                                    | Premier                                               | Partij(en)                                                      | Verkiezing(en)     |
| ------------------ | ------------------------------------ | ------------------------ | ---------------- | ---------------- | --------------------------------------------------------------- | ----------------------------------------------------- | --------------------------------------------------------------- | ------------------ |
|                    | Russell I                            | John Russell             | 30 juni 1846     | 22 februari 1852 | 2063 dagen                                                      | Graaf Russell John Russell                            | Whig Party                                                      | 1841               |
| 1847               | Russell I                            | John Russell             | 30 juni 1846     | 22 februari 1852 | 2063 dagen                                                      | Graaf Russell John Russell                            | Whig Party                                                      |                    |
|                    | Smith- Stanley I                     | Edward Smith-Stanley     | 22 februari 1852 | 28 december 1852 | 310 dagen                                                       | Graaf van Derby Edward Smith-Stanley                  | Conservative Party                                              |                    |
| 1852               | Smith- Stanley I                     | Edward Smith-Stanley     | 22 februari 1852 | 28 december 1852 | 310 dagen                                                       | Graaf van Derby Edward Smith-Stanley                  | Conservative Party                                              |                    |
|                    | Hamilton-Gordon                      | George Hamilton-Gordon   | 28 december 1852 | 6 februari 1855  | 770 dagen                                                       | Graaf van Aberdeen George Hamilton-Gordon (1784–1860) | Peelite                                                         |                    |
|                    | Hamilton-Gordon                      | George Hamilton-Gordon   | 28 december 1852 | 6 februari 1855  | 770 dagen                                                       | Graaf van Aberdeen George Hamilton-Gordon (1784–1860) | Whig Party                                                      |                    |
|                    | Temple I                             | Henry John Temple        | 6 februari 1855  | 20 februari 1858 | 1110 dagen                                                      | Burggraaf Palmerston Henry John Temple (1784–1865)    | Whig Party                                                      |                    |
| 1857               | Temple I                             | Henry John Temple        | 6 februari 1855  | 20 februari 1858 | 1110 dagen                                                      | Burggraaf Palmerston Henry John Temple (1784–1865)    | Whig Party                                                      |                    |
|                    | Smith- Stanley II                    | Edward Smith-Stanley     | 20 februari 1858 | 12 juni 1859     | 477 dagen                                                       | Graaf van Derby Edward Smith-Stanley                  | Conservative Party                                              |                    |
|                    | Temple II                            | Henry John Temple        | 12 juni 1859     | 18 oktober 1865  | 2320 dagen                                                      | Burggraaf Palmerston Henry John Temple (1784–1865)    | Liberal Party                                                   | 1859               |
| 1865               | Temple II                            | Henry John Temple        | 12 juni 1859     | 18 oktober 1865  | 2320 dagen                                                      | Burggraaf Palmerston Henry John Temple (1784–1865)    | Liberal Party                                                   |                    |
|                    | Russell II                           | John Russell             | 18 oktober 1865  | 28 juni 1866     | 253 dagen                                                       | Graaf Russell John Russell                            | Liberal Party                                                   |                    |
|                    | Smith- Stanley III                   | Edward Smith-Stanley     | 28 juni 1866     | 27 februari 1868 | 609 dagen                                                       | Graaf van Derby Edward Smith-Stanley                  | Conservative Party ---------------- (Adullamite Liberal Party)  |                    |
|                    | Disraeli I                           | Benjamin Disraeli        | 27 februari 1868 | 3 december 1868  | 280 dagen                                                       | Benjamin Disraeli                                     | Conservative Party ---------------- (Adullamite Liberal Party)  |                    |
|                    | Gladstone I                          | William Ewart Gladstone  | 3 december 1868  | 20 februari 1874 | 1905 dagen                                                      | William Ewart Gladstone                               | Liberal Party                                                   | 1868               |
|                    | Disraeli II                          | Benjamin Disraeli        | 20 februari 1874 | 23 april 1880    | 2254 dagen                                                      | Graaf van Beaconsfield Benjamin Disraeli              | Conservative Party                                              | 1874               |
|                    | Gladstone II                         | William Ewart Gladstone  | 23 april 1880    | 23 juni 1885     | 1887 dagen                                                      | William Ewart Gladstone                               | Liberal Party                                                   | 1880               |
|                    | Gascoyne-Cecil I                     | Robert Gascoyne-Cecil    | 23 juni 1885     | 28 januari 1886  | 219 dagen                                                       | Markies van Salisbury Robert Gascoyne-Cecil           | Conservative Party ---------------- (Irish Parliamentary Party) | 1880               |
|                    | Gladstone III                        | William Ewart Gladstone  | 28 januari 1886  | 20 juli 1886     | 173 dagen                                                       | William Ewart Gladstone                               | Liberal Party                                                   | 1885               |
|                    | Gascoyne-Cecil II                    | Robert Gascoyne-Cecil    | 20 juli 1886     | 15 augustus 1892 | 2218 dagen                                                      | Markies van Salisbury Robert Gascoyne-Cecil           | Conservative Party ---------------- (Liberal Unionist Party)    | 1886               |
|                    | Gladstone IV                         | William Ewart Gladstone  | 15 augustus 1892 | 5 maart 1894     | 567 dagen                                                       | William Ewart Gladstone                               | Liberal Party ---------------- (Irish Parliamentary Party)      | 1892               |
|                    | Primrose                             | Archibald Primrose       | 5 maart 1894     | 25 juni 1895     | 477 dagen                                                       | Graaf van Rosebery Archibald Primrose                 | Liberal Party ---------------- (Irish Parliamentary Party)      | 1892               |
|                    | Gascoyne-Cecil III                   | Robert Gascoyne-Cecil    | 25 juni 1895     | 10 november 1900 | 1964 dagen                                                      | Markies van Salisbury Robert Gascoyne-Cecil           | Conservative Party                                              | 1895               |
|                    | Gascoyne-Cecil III                   | Robert Gascoyne-Cecil    | 25 juni 1895     | 10 november 1900 | 1964 dagen                                                      | Markies van Salisbury Robert Gascoyne-Cecil           | Liberal Unionist Party                                          | 1895               |
|                    | Gascoyne-Cecil IV                    | Robert Gascoyne-Cecil    | 10 november 1900 | 12 juli 1902     | 609 dagen                                                       | Markies van Salisbury Robert Gascoyne-Cecil           | Conservative Party                                              | 1900               |
|                    | Gascoyne-Cecil IV                    | Robert Gascoyne-Cecil    | 10 november 1900 | 12 juli 1902     | 609 dagen                                                       | Markies van Salisbury Robert Gascoyne-Cecil           | Liberal Unionist Party                                          | 1900               |
|                    | Balfour                              | Arthur Balfour           | 12 juli 1902     | 5 december 1905  | 1242 dagen                                                      | Arthur Balfour                                        | Conservative Party                                              | 1900               |
|                    | Balfour                              | Arthur Balfour           | 12 juli 1902     | 5 december 1905  | 1242 dagen                                                      | Arthur Balfour                                        | Liberal Unionist Party                                          | 1900               |
|                    | Campbell- Bannerman                  | Henry Campbell-Bannerman | 5 december 1905  | 8 april 1908     | 855 dagen                                                       | Sir Henry Campbell- Bannerman                         | Liberal Party                                                   | 1906               |
|                    | Asquith I                            | Herbert Henry Asquith    | 8 april 1908     | 9 februari 1910  | 672 dagen                                                       | Herbert Henry Asquith                                 | Liberal Party                                                   | 1906               |
|                    | Asquith II                           | Herbert Henry Asquith    | 9 februari 1910  | 19 december 1910 | 313 dagen                                                       | Herbert Henry Asquith                                 | Liberal Party                                                   | 1910 (1)           |
|                    | Asquith III                          | Herbert Henry Asquith    | 19 december 1910 | 25 mei 1915      | 1618 dagen                                                      | Herbert Henry Asquith                                 | Liberal Party                                                   | 1910 (2)           |
|                    | Asquith IV                           | Herbert Henry Asquith    | 25 mei 1915      | 7 december 1916  | 562 dagen                                                       | Herbert Henry Asquith                                 | Liberal Party                                                   | 1910 (2)           |
|                    | Asquith IV                           | Herbert Henry Asquith    | 25 mei 1915      | 7 december 1916  | 562 dagen                                                       | Herbert Henry Asquith                                 | Conservative Party                                              | 1910 (2)           |
|                    | Asquith IV                           | Herbert Henry Asquith    | 25 mei 1915      | 7 december 1916  | 562 dagen                                                       | Herbert Henry Asquith                                 | Labour Party                                                    | 1910 (2)           |
|                    | Lloyd George I                       | David Lloyd George       | 7 december 1916  | 14 december 1918 | 737 dagen                                                       | David Lloyd George                                    | Liberal Party                                                   | 1910 (2)           |
|                    | Lloyd George I                       | David Lloyd George       | 7 december 1916  | 14 december 1918 | 737 dagen                                                       | David Lloyd George                                    | Conservative Party                                              | 1910 (2)           |
|                    | Lloyd George I                       | David Lloyd George       | 7 december 1916  | 14 december 1918 | 737 dagen                                                       | David Lloyd George                                    | Labour Party                                                    | 1910 (2)           |
|                    | Lloyd George II                      | David Lloyd George       | 14 december 1918 | 23 oktober 1922  | 1409 dagen                                                      | David Lloyd George                                    | Liberal Party                                                   | 1918               |
|                    | Lloyd George II                      | David Lloyd George       | 14 december 1918 | 23 oktober 1922  | 1409 dagen                                                      | David Lloyd George                                    | Conservative Party                                              | 1918               |
|                    | Law                                  | Bonar Law                | 23 oktober 1922  | 22 mei 1923      | 211 dagen                                                       | Bonar Law                                             | Conservative Party                                              | 1922               |
|                    | Baldwin I                            | Stanley Baldwin          | 22 mei 1923      | 22 januari 1924  | 245 dagen                                                       | Stanley Baldwin                                       | Conservative Party                                              | 1922               |
|                    | MacDonald I                          | Ramsay MacDonald         | 22 januari 1924  | 4 november 1924  | 287 dagen                                                       | Ramsay MacDonald                                      | Labour Party                                                    | 1923               |
|                    | MacDonald I                          | Ramsay MacDonald         | 22 januari 1924  | 4 november 1924  | 287 dagen                                                       | Ramsay MacDonald                                      | Liberal Party                                                   | 1923               |
|                    | Baldwin II                           | Stanley Baldwin          | 4 november 1924  | 5 juni 1929      | 1674 dagen                                                      | Stanley Baldwin                                       | Conservative Party                                              | 1924               |
|                    | MacDonald II                         | Ramsay MacDonald         | 5 juni 1929      | 26 augustus 1931 | 812 dagen                                                       | Ramsay MacDonald                                      | Labour Party ---------------- (Liberal Party)                   | 1929               |
|                    | MacDonald III (Nationaal Kabinet I)  | Ramsay MacDonald         | 26 augustus 1931 | 5 november 1931  | 71 dagen                                                        | Ramsay MacDonald                                      | National Labour                                                 | 1931               |
|                    | MacDonald III (Nationaal Kabinet I)  | Ramsay MacDonald         | 26 augustus 1931 | 5 november 1931  | 71 dagen                                                        | Ramsay MacDonald                                      | Conservative Party                                              | 1931               |
|                    | MacDonald III (Nationaal Kabinet I)  | Ramsay MacDonald         | 26 augustus 1931 | 5 november 1931  | 71 dagen                                                        | Ramsay MacDonald                                      | Liberal Party                                                   | 1931               |
|                    | MacDonald III (Nationaal Kabinet I)  | Ramsay MacDonald         | 26 augustus 1931 | 5 november 1931  | 71 dagen                                                        | Ramsay MacDonald                                      | National Liberal Party                                          | 1931               |
|                    | MacDonald IV (Nationaal Kabinet II)  | Ramsay MacDonald         | 5 november 1931  | 7 juni 1935      | 1310 dagen                                                      | Ramsay MacDonald                                      | National Labour                                                 | 1931               |
|                    | MacDonald IV (Nationaal Kabinet II)  | Ramsay MacDonald         | 5 november 1931  | 7 juni 1935      | 1310 dagen                                                      | Ramsay MacDonald                                      | Conservative Party                                              | 1931               |
|                    | MacDonald IV (Nationaal Kabinet II)  | Ramsay MacDonald         | 5 november 1931  | 7 juni 1935      | 1310 dagen                                                      | Ramsay MacDonald                                      | Liberal Party (1931–1932)                                       | 1931               |
|                    | MacDonald IV (Nationaal Kabinet II)  | Ramsay MacDonald         | 5 november 1931  | 7 juni 1935      | 1310 dagen                                                      | Ramsay MacDonald                                      | National Liberal Party                                          | 1931               |
|                    | Baldwin III (Nationaal Kabinet III)  | Stanley Baldwin          | 7 juni 1935      | 28 mei 1937      | 721 dagen                                                       | Stanley Baldwin                                       | Conservative Party                                              | 1935               |
|                    | Baldwin III (Nationaal Kabinet III)  | Stanley Baldwin          | 7 juni 1935      | 28 mei 1937      | 721 dagen                                                       | Stanley Baldwin                                       | National Liberal Party                                          | 1935               |
|                    | Baldwin III (Nationaal Kabinet III)  | Stanley Baldwin          | 7 juni 1935      | 28 mei 1937      | 721 dagen                                                       | Stanley Baldwin                                       | National Labour                                                 | 1935               |
|                    | Chamberlain I (Nationaal Kabinet IV) |                          | 28 mei 1937      | 3 september 1939 | 828 dagen                                                       | Neville Chamberlain                                   | Conservative Party                                              | 1935               |
|                    | Chamberlain I (Nationaal Kabinet IV) | National Liberal Party   | 28 mei 1937      | 3 september 1939 | 828 dagen                                                       | Neville Chamberlain                                   |                                                                 | 1935               |
|                    | Chamberlain I (Nationaal Kabinet IV) | National Labour          | 28 mei 1937      | 3 september 1939 | 828 dagen                                                       | Neville Chamberlain                                   |                                                                 | 1935               |
|                    | Chamberlain II                       | 3 september 1939         | 10 mei 1940      | 250 dagen        | Conservative Party                                              | Neville Chamberlain                                   |                                                                 | 1935               |
|                    | Chamberlain II                       | 3 september 1939         | 10 mei 1940      | 250 dagen        | National Liberal Party                                          | Neville Chamberlain                                   |                                                                 | 1935               |
|                    | Chamberlain II                       | 3 september 1939         | 10 mei 1940      | 250 dagen        | National Labour                                                 | Neville Chamberlain                                   |                                                                 | 1935               |
|                    | Churchill I                          | Winston Churchill        | 10 mei 1940      | 23 mei 1945      | 1839 dagen                                                      | Winston Churchill                                     | Conservative Party                                              | 1935               |
|                    | Churchill I                          | Winston Churchill        | 10 mei 1940      | 23 mei 1945      | 1839 dagen                                                      | Winston Churchill                                     | Labour Party                                                    | 1935               |
|                    | Churchill I                          | Winston Churchill        | 10 mei 1940      | 23 mei 1945      | 1839 dagen                                                      | Winston Churchill                                     | National Liberal Party                                          | 1935               |
|                    | Churchill I                          | Winston Churchill        | 10 mei 1940      | 23 mei 1945      | 1839 dagen                                                      | Winston Churchill                                     | Liberal Party                                                   | 1935               |
|                    | Churchill I                          | Winston Churchill        | 10 mei 1940      | 23 mei 1945      | 1839 dagen                                                      | Winston Churchill                                     | National Labour                                                 | 1935               |
|                    | Churchill I                          | Winston Churchill        | 10 mei 1940      | 23 mei 1945      | 1839 dagen                                                      | Winston Churchill                                     | Onafhankelijken                                                 | 1935               |
|                    | Churchill II                         | Winston Churchill        | 23 mei 1945      | 26 juli 1945     | 64 dagen                                                        | Winston Churchill                                     | Conservative Party                                              | 1935               |
|                    | Churchill II                         | Winston Churchill        | 23 mei 1945      | 26 juli 1945     | 64 dagen                                                        | Winston Churchill                                     | National Liberal Party                                          | 1935               |
|                    | Churchill II                         | Winston Churchill        | 23 mei 1945      | 26 juli 1945     | 64 dagen                                                        | Winston Churchill                                     | Onafhankelijken                                                 | 1935               |
|                    | Attlee I                             | Clement Attlee           | 26 juli 1945     | 23 february 1950 | 1673 dagen                                                      | Clement Attlee                                        | Labour Party                                                    | 1945               |
| Attlee II          | 23 february 1950                     | Clement Attlee           | 26 oktober 1951  | 610 dagen        | 1950                                                            | Clement Attlee                                        | Labour Party                                                    |                    |
|                    | Churchill III                        | Winston Churchill        | 26 oktober 1951  | 5 april 1955     | 1257 dagen                                                      | Sir Winston Churchill                                 | Conservative Party                                              | 1951               |
|                    | Eden                                 | Anthony Eden             | 5 april 1955     | 10 januari 1957  | 646 dagen                                                       | Sir Anthony Eden                                      | Conservative Party                                              | 1951               |
| Conservative Party | Eden                                 | Anthony Eden             | 5 april 1955     | 10 januari 1957  | 646 dagen                                                       | Sir Anthony Eden                                      | 1955                                                            |                    |
|                    | Macmillan I                          | Harold Macmillan         | 10 januari 1957  | 14 oktober 1959  | 1007 dagen                                                      | Harold Macmillan                                      | 1955                                                            | Conservative Party |
| Macmillan II       | 14 oktober 1959                      | Harold Macmillan         | 19 oktober 1963  | 1466 dagen       | 1959                                                            | Harold Macmillan                                      |                                                                 | Conservative Party |
|                    | Douglas-Home                         | Alec Douglas-Home        | 19 oktober 1963  | 16 oktober 1964  | 1959                                                            | 363 dagen                                             | Sir Alec Douglas- Home                                          | Conservative Party |
|                    | Wilson I                             | Harold Wilson            | 16 oktober 1964  | 6 april 1966     | 537 dagen                                                       | Harold Wilson                                         | Labour Party                                                    | 1964               |
| Wilson II          | 6 april 1966                         | Harold Wilson            | 19 juni 1970     | 1535 dagen       | 1966                                                            | Harold Wilson                                         | Labour Party                                                    |                    |
|                    | Heath                                | Edward Heath             | 19 juni 1970     | 4 maart 1974     | 1354 dagen                                                      | Edward Heath                                          | Conservative Party                                              | 1970               |
|                    | Wilson III                           | Harold Wilson            | 4 maart 1974     | 10 oktober 1974  | 220 dagen                                                       | Harold Wilson                                         | Labour Party                                                    | 1974 (1)           |
| Wilson IV          | 5 april 1976                         | Harold Wilson            | 10 oktober 1974  | 543 dagen        | 1974 (2)                                                        | Harold Wilson                                         | Labour Party                                                    |                    |
|                    | Callaghan                            | James Callaghan          | 5 april 1976     | 4 mei 1979       | 1974 (2)                                                        | 1124 dagen                                            | James Callaghan                                                 | Labour Party       |
|                    | Thatcher I                           | Margaret Thatcher        | 4 mei 1979       | 11 juni 1983     | 1499 dagen                                                      | Margaret Thatcher                                     | Conservative Party                                              | 1979               |
| Thatcher II        | 11 juni 1983                         | Margaret Thatcher        | 13 juni 1987     | 1463 dagen       | 1983                                                            | Margaret Thatcher                                     | Conservative Party                                              |                    |
| Thatcher III       | 13 juni 1987                         | Margaret Thatcher        | 28 november 1990 | 1264 dagen       | 1987                                                            | Margaret Thatcher                                     | Conservative Party                                              |                    |
|                    | Major I                              | John Major               | 28 november 1990 | 10 april 1992    | 1987                                                            | 499 dagen                                             | John Major                                                      | Conservative Party |
| Major II           | 10 april 1992                        | John Major               | 2 mei 1997       | 1848 dagen       | 1992                                                            |                                                       | John Major                                                      | Conservative Party |
|                    | Blair I                              | Tony Blair               | 2 mei 1997       | 8 juni 2001      | 1498 dagen                                                      | Tony Blair                                            | Labour Party                                                    | 1997               |
| Blair II           | 8 juni 2001                          | Tony Blair               | 6 mei 2005       | 1428 dagen       | 2001                                                            | Tony Blair                                            | Labour Party                                                    |                    |
| Blair III          | 6 mei 2005                           | Tony Blair               | 27 juni 2007     | 782 dagen        | 2005                                                            | Tony Blair                                            | Labour Party                                                    |                    |
|                    | Brown                                | Kabinet-Brown            | 28 juni 2007     | 11 mei 2010      | 2005                                                            | 1048 dagen                                            | Gordon Brown                                                    | Labour Party       |
|                    | Cameron I                            | Kabinet-Cameron I        | 11 mei 2010      | 8 mei 2015       | 1823 dagen                                                      | David Cameron                                         | Conservative Party                                              | 2010               |
|                    | Cameron I                            | Kabinet-Cameron I        | 11 mei 2010      | 8 mei 2015       | 1823 dagen                                                      | David Cameron                                         | Liberal Democrats                                               | 2010               |
|                    | Cameron II                           | Kabinet-Cameron I        | 8 mei 2015       | 13 juli 2016     | 432 dagen                                                       | David Cameron                                         | Conservative Party                                              | 2015               |
|                    | May I                                | Kabinet-May I            | 13 juli 2016     | 11 juni 2017     | 333 dagen                                                       | Theresa May                                           | Conservative Party                                              | 2015               |
| May II             | Kabinet-May II                       | 11 juni 2017             | 24 juli 2019     | 773 dagen        | Conservative Party ---------------- (Democratic Unionist Party) | Theresa May                                           | 2017                                                            |                    |
|                    | Johnson I                            | Kabinet-Johnson I        | 24 juli 2019     | 16 december 2019 | 145 dagen                                                       | Boris Johnson                                         | 2017                                                            | Conservative Party |
| Johnson II         | Kabinet-Johnson II                   | 16 december 2019         | 6 september 2022 | 995 dagen        | 2019                                                            | Boris Johnson                                         |                                                                 | Conservative Party |
|                    | Truss                                | Kabinet-Truss            | 6 september 2022 | 25 oktober 2022  | 2019                                                            | 49 dagen                                              | Liz Truss                                                       | Conservative Party |
|                    | Sunak                                | Kabinet-Sunak            | 25 oktober 2022  | 5 juli 2024      | 2019                                                            | 619 dagen                                             | Rishi Sunak                                                     | Conservative Party |
|                    | Starmer                              | Kabinet-Starmer          | 5 juli 2024      | heden            | 271 dagen                                                       | Sir Keir Starmer                                      | Labour Party                                                    | 2024               |